# Große Erwartungen (2012)
Große Erwartungen ist eine britische Verfilmung des Romans Große Erwartungen von Charles Dickens.
Der Film basiert inhaltlich auf dem gleichnamigen Roman von Dickens, der in den Jahren 1860 und 1861 in der Zeitschrift "All the Year Round" als Fortsetzungsroman erschienen und seit 1909 über 20 Mal verfilmt worden ist. Regisseur Mike Newell und Drehbuchautor David Nicholls halten sich in ihrer Adaption von 2012 eng an die Romanvorlage.
Der Film kam ein Jahr nach der dreiteiligen Miniserie Große Erwartungen der BBC in die britischen Kinos. Seine offizielle Uraufführung fand am 21. Oktober 2012 am BFI London Film Festival statt, nachdem er bereits in einer Preview im September 2012 am Toronto International Film Festival gezeigt worden war.

## Synopsis
siehe: Große Erwartungen – Inhalt des Romans

## Produktion
Der Film wurde innerhalb 37 Tagen abgedreht. Drehorte in London waren u. a. Wrotham House, Swakeleys House, Chiswick Bridge und die Princelet Street in Spitalfields, das im 19. Jahrhundert zu den Elendsvierteln Londons gehörte und wo ein großer Teil der historischen Bausubstanz erhalten ist.
Ein weiterer Drehort war das ehemalige Gillette’s European Headquarters in Isleworth, eine Ikone der Art-déco-Architektur. Heute befinden sich hier u. a. Filmstudios mit kompletten viktorianischen Filmsets, die mit historischem Straßenmobiliar und Requisiten des 19. Jahrhunderts eingerichtet sind.

## Auszeichnungen
Helena Bonham Carter wurde mit dem Tiantian Award (beste Nebendarstellerin) des Beijing International Film Festival  ausgezeichnet. Beatrix Aruna Pasztor wurde 2013 für den BAFTA (Best Costume Design) nominiert, John Mathieson 2012/2013 für den Best Cinematography Award der BSC und Holliday Grainger ebenfalls 2013 für den Empire Award (Best Female Newcomer).

## Kritik
Die Filmkritik reagierte durchweg verhalten auf den Film. „'Große Erwartungen' ist eine gediegene Neuverfilmung des Romanklassikers von Charles Dickens mit vielen Schauwerten und guten Darstellerleistungen, aber auch einigen dramaturgischen Schwächen und Misstönen“, beschreibt filmstarts.de den Film.
Roger Ebert nennt Newells Fassung eine Muppet-Style-Annäherung an den Roman,
und der Telegraph betitelt seine Filmkritik mit der Schlagzeile „Die x-te Fassung Great Expectation fühlt sich an wie eine Tour mit einem offenen Bus, der pflichtgemäß die altbekannten Sehenswürdigkeiten abklappert“.
Der Kritiker der Welt lobt zwar die virtuose Kameraführung John Mathiesons, bedauert aber die Unfähigkeit der Autoren, sich auf Wesentliches zu konzentrieren: „So fliegt die ziemlich virtuose Kamera über das Beste aus siebenhundert Seiten, das ganze Leben von Pip Pirrip Gentleman. Erst verhältnismäßig behäbig, dann in einer Art dramaturgischem Schweinsgalopp, in dem alle geschürzten Schicksalsknoten binnen einer Viertelstunde gelöst werden, geht’s die Geschichte entlang […] in einem Panoptikum von untoten Karikaturen aus der Wachsfigurenmanufaktur.“
Ilse Henckel, die Filmkirikerin des Spiegel, vergleicht den Film mit David Leans hochgelobter Adaption von 1946 – „sinnfälliges, atmosphärisch dichtes Schwarzweißkino“ – und findet: „Dem 128 Minuten lang durchrauschenden Bilderbogen fehlen die emotionale Tiefe, die feine Ironie und Reflexion des Romans, bei allem Aufwand wirkt er uninspiriert und so flach wie Pips heimatliches Marschland.“